# Kemberg
Kemberg (pronunciación alemana: /ˈkɛmˌbɛʁk/ⓘ es un municipio situado en el distrito de Wittenberg, en el estado federado de Sajonia-Anhalt (Alemania), a una altitud de 76 metros. Su población a finales de 2015 era de unos 9500 habitantes y su densidad poblacional, 42 hab/km².